# Sangre vienesa
Sangre vienesa (título original en alemán, Wiener Blut) es una opereta en tres actos con música de Johann Strauss (hijo) y libreto en alemán de Victor Léon y Leo Stein. Se estrenó el 26 de octubre de 1899 en el Carltheater de Viena, Austria.
Recibe su nombre del vals "Sangre vienesa", supuestamente con música del compositor Johann Strauss el Joven, quien no vivió para ver el estreno. Era tal la popularidad del vals original, "Sangre vienesa" Op. 354, hasta la época de la muerte del compositor que su obra sería elegida como título de la opereta ambientada en torno a la época del Congreso de Viena de 1814 a 1815, una de las mayores conferencias internacionales de la historia que rediseñó el mapa político de Europa después de los estragos causados por el período napoleónico.

## Historia

### Composición
En la primavera de 1899, cuando tenía setenta y cuatro años, Strauss fue invitado a escribir una opereta nueva para el Carltheater de Viena. Pero no escribió música específicamente para esta opereta, sino que se incorporaron a la obra muchas de sus anteriores composiciones. Sería un popurrí de las viejas composiciones que Strauss había escrito en el curso de su larga carrera artística. 
La tarea de escribir un libreto fue confiada a Viktor Léon y Leo Stein, que en poco tiempo se convirtieron en dos de los más reputados autores de operetas vienesas. Algunos años más tarde, de hecho, crearon la que hoy es una de las operetas más famosas de todos los tiempos: La viuda alegre (estrenada en el Theater an der Wien el 30 de diciembre de 1905 con música de Franz Lehár). 
A pesar de la ambientación inusual, el libreto reúne los tópicos del género: cambios de identidad, equívocos y personajes estereotipados, todo en un ambiente que respeta a la perfección la época Biedermeier con las características y los lujos de la clase burguesa en ascenso. 
En cierto sentido esta ópera quería ser también un homenaje a lo que había sido el primer y más grande éxito teatral de Johann Strauss (hijo): El murciélago (estrenado en el Theater an der Wien el 5 de abril de 1874). Strauss murió el 3 de junio de 1899, antes de poder terminarla. 
La idea de poner texto a la música de las composiciones de Strauss no fue una cuestión insólita: el célebre Danubio azul (An der schonen blauen Donau op. 314, 1867) inicialmente se concibió como un vals coral.  
Strauss no intervino en el arreglo musical ni en la concepción de la obra. Estaba ocupado con su ballet, Aschenbrödel en 1898. La tarea recayó en el compositor Adolf Müller (el Joven), director de orquesta del teatro An der Vien, de Viena. Tuvo a su disposición una cantidad inmensa de material, y gratuita. Había muchas entre las que escoger, y se creía que el público no habría olvidado un número notable. Strauss desenterró algunos de sus viejos valses, polcas, y cuadrillas, de una caja llena de música, y se dice que con gran asombro suyo, él mismo no reconocía la mayor parte de aquellas piezas. Sin embargo, Müller no se limitó a la música de Johann Strauss (hijo), y varias melodías de danza que aparecen en la partitura son de su hermano Josef. La habilidad de Muller al gestionar la gran cantidad de material a su disposición se evidencia, por ejemplo, en el modo en que "funde" los valses "Vino, mujeres y canto" (Wein, Weib und Gesang op. 333, 1869) y "Danubio azul" y en el final del segundo acto, así como en el dúo entre Pepi y Josef del primer acto, prevalentemente centrado en la veloz polka Leichtes blut! (op. 319, 1867).  
Entre otras composiciones de Strauss que se pueden reconocer en la opereta se encuentran las siguientes polkas:
- Vergnügungszug op. 281, 1864;
- Ein Herz, ein Sinn! op. 323, 1868;
- Freikugeln op. 326, 1868;
- Fata Morgana op. 330, 1869;
- Rasch in der Tat! op. 409, 1883;
- Auf zum Tanze! op. 436, 1888;
- Postillon d’amour op. 317, 1867;
- Stadt und Land op. 322, 1868;
- Patronessen op. 286, 1864;

Y estos valses:
- Geschichten aus dem Wienerwald op. 325,
- Morgenblätter op. 279, 1863;
- Freuet Euch des Lebens op. 340, 1870;
- Bei uns Z'haus op. 361, 1873;
- Serail-Tanze op. 5, 1844;
- Myrthenblüten op. 395, 1881
- Wo die Zitronen blühen op. 364, 1874;
- Neu Wien op. 342, 1870;
- Wiener Blut op. 354, 1873.

### Representaciones
El estreno se verificó en el Carltheater, el 25 de octubre de 1899. Franz Jauner puso en escena el costoso proyecto. Jauner preveía un gran éxito en el estreno, pero fue un fracaso, y al cabo de un mes, la opereta fue retirada del cartel para dejar paso a la opereta La geisha, de Sidney Jones, muy alabada por la crítica. El 23 de febrero de 1900, Jauner se pegó un tiro en su despacho del Carltheater después de que su apuesta financiera por Sangre vienesa fracasara, haciéndolo caer, efectivamente, en bancarrota.
Después de cinco años, el famoso Theater an der Vien repuso la opereta. Con un libreto ligeramente diferente y arreglos musicales, esta vez obtuvo un gran éxito. En el año 1928 entró en el repertorio de la Volksoper, donde ha permanecido hasta hoy. La obra fue versionada al castellano por Nan de Allariz y figuró en el repertorio de la compañía de la soprano y empresaria mexicana Esperanza Iris, que recorrió con ella teatros de toda América y de España.
Ha conservado su popularidad en los escenarios mundiales, especialmente en los teatros de ópera alemanes y austriacos. También ha sido llevada al cine: Wiener Blut, película musical austriaca de Willi Forst lanzada en 1942. En 2007 la English Touring Opera interpretó una nueva producción de concierto de Sangre vienesa en locales de todo el Reino Unido. Sigue en el repertorio, aunque no está entre las más representadas; en las estadísticas de Operabase aparece la n.º 90 de las cien óperas más representadas en el período 2005-2010, siendo la 11.ª en Austria y la segunda de Johann Strauss, con 43 representaciones.

## Argumento
La opereta se inicia en la villa del conde Zedlau, embajador del estado imaginario de Reuss-Schleiz-Greiz. Está casado con Gabriele, pero tiene una relación con la bailarina Franzi y la modelo Pepi. Esta última, a su vez, está prometida con el valet del conde, Josef. Los intentos de Zedlau de mantener en equilibrio todas sus relaciones no hacen otra cosa que crear una gran confusión, cosa nada rara en el mundo de la opereta vienesa, que es aún más caótica por el hecho de que se inmiscuye en tan delicada situación el anciano primer ministro de Reuss-Schleiz-Greiz, el príncipe Ypsheim-Gindelbach, siempre dispuesto a enamorarse. Después de una larga intriga, muchas incomprensiones y numerosas falsas identiddes, Zedlau se dará cuenta de que su corazón sólo le pertenece a su mujer, Gabriele quien, generosamente, le persona sus numerosos engaños.

## Números famosos
Acto I
- Anna, Anna, Anna!, Josef
- Gruss Gott, mein liebes Kind!, Zedlau, Franzi
- Na, also schreib' and du' nicht schmieren!, Zedlau, Josef
- Wunsch' guten Morgen, Herr von Pepi!, Pepi, Josef
- Es hat dem Grafen nichts genutzt... Gruss dich Gott..., Gabriele
- Nein, nein, daraus werd' ich nicht klug... Ja, ja, Gefahr ist im Verzug... Der Graf der treibt... , Gabriele, Zedlau, Gindelbach, Franzi

Acto II
- Ich war ein echtes Wiener Blut... Wiener Blut!, Zedlau, Gabriele
- Durchlaucht!, Gabriele, Gindelbach
- Ich habe gewonnen, ich habe gesiegt, Gindelbach, Franzi, Gabriele, Pepi, Josef, Zedlau
- Die Wienerstadt, sie hat ein Symbol, Zedlau, Coro

Acto III
- Stoss an, stoss an, du Liebchen mein, Zedlau, Pepi
- Wiener Blut!, Coro

## Grabaciones
| Año  | Elenco (Ypsheim-Gindelbach, Balduin – conde Zedlau, Gabriele - condesa Zedlau, Franziska Cagliari) | Director, Teatro y orquesta                                                                  | Sello discográfico |
| ---- | -------------------------------------------------------------------------------------------------- | -------------------------------------------------------------------------------------------- | --- |
| 1951 | Fritz Hoppe, Sebastian Hauser, Traute Richter, Irma Beilke                                         | Hans Lenzer, Orquesta y coro de la Ópera Estatal de Berlín                                   | CD: Tuxedo TUXCD 1206 |
| 1954 | Karl Dönch, Nicolai Gedda, Elisabeth Schwarzkopf, Erika Köth                                       | Otto Ackermann, Orquesta Philharmonia, Coro Philharmonia                                     | CD: EMI CDH 7 69529-2 Grabada en Kingsway Hall (21-31 de mayo de 1954)                                                                                   |
| 195? | -, Nicolai Gedda]], Anneliese Rothenberger, Christine Görner                                       | Franz Marszalek, Orquesta Sinfónica de Viena, Coro de la Ópera Estatal de Viena              | LP de Vinilo: Polydor 45 087 |
| 1965 | Benno Kusche, Rudolf Schock, Hilde Güden, Margit Schramm                                           | Robert Stolz, Großes Operetten-Orchester                                                     | CD: BMG Eurodisc 258 370 (extractos) |
| 1971 | Benno Kusche, René Kollo , Ingeborg Hallstein, Dagmar Koller                                       | Anton Paulik, Orquesta Sinfónica Graunke - Schönbrunner Schrammeln, Coro de cámara de Múnich | CD: Philips 420 661-2 DVD (Video): Dreamlife Classics DLVC 1135 VHS: Taurus 5200881 (PAL); Grabación de la banda sonora de una película para televisión. |
| 1976 | Klaus Hirte, Nicolai Gedda, Anneliese Rothenberger, Renate Holm                                    | Willi Boskovsky, Orquesta Philharmonia Hungarica, Coro de la Ópera de Colonia                | CD: EMI CMS 7 69943-2 |
| 1994 | Peter Matic, Herbert Lippert, Martina Serafin, Ulrike Steinsky                                     | Johannes Wildner, Orquesta Filarmónica de Bratislava, Konzertvereinigung Wiener Volksoper    | DVD (Video) - Cascade 51002 VHS Videocasete - Videoland Klassik VLM 002 Grabación de una representación en el Seefest Morbisch.                          |
| 1982 | Karl Dönch, Adolf Dallapozza, Sigrid Martikke, Elisabeth Kales                                     | Rudolf Bibl, Orquesta y coro de la Volsoper de Viena                                         | CD: Denon DC-8105/6 |
| 2007 | Rolf Wollrad, Christian Zenker, Ursula Pfitzner, Margareta Klobucar                                | Rudolf Bibl, Orquesta y coro del Festival de Mörbisch                                        | CD: Oehms Classics OC 595 |